# Prepad u Kervilu
Prepad u Kervilu јe integral 122. epizode seriјala Mali rendžer (Kit Teler) obјavljena u Lunov magnus stripu #274. Epizoda јe premijerno u bivšoj Jugoslaviji objavljena u 14. oktobra 1977. godine. Koštala je 10 dinara (0,54 $; 1,29 DEM). Izdavač јe bio Dnevnik iz Novog Sada. Autor korica za LMS izdanje nije poznat.

## Originalno izdanje
Ova epiuzoda je premijerno objavljena u Italiji pod nazivom La banda inafferrabile (srp. Neuhvatljiva banda) (#122). Sveska je izašle u januaru 1974. god. Epizodu je nacrtao Frančesko Gamba, a sceanrio napisao Dećio Kancio. Koštala je 250 lira (0,4 $; 1,25 DEM).

## Kratak sadržaj
U divljem području Južnog Teksasa, grupa konjanika predvođena je Malim rendžerom i šerifom iz Kervila, koji jure grupu razbojnika koja je opljačkala 50.000 dolara iz gradske banke. Prateći tragove, grupa stiže do potoka, a potom do velikog kanjona, odnosno klanca koji nema izlaz. Tanmo nalaze napuštene osedlane konje ali ne i jahače. Iz neobjašnjivih razloga, Mali rendžer i šerif ne shvataju kako su razbojnici pobegli. Šerif se vraća u Kervil, a Kit i rendžer Luke, nalaze grupu Uta indijanaca, koji ih zarobljavaju i vode u logor. Poglavica Belo Pero je kitov prijatelj, međutim, indijanci su na ratnoj nozi i ne puštaju nijednog belca kojeg zarobe. Nakon što ih ceo dan muče i ostavljaju vezane za stub mučenja, tokom noći Belo Pero ipak krišom oslobađa Kita i Luka, nakon čega oni odlaze i vraćaju se u utvrđenje rendžera. U utvrđenje stiže Ana Četiri Pištolja, koja prijavljuje da se upravo vratila iz Sonora i gde je prisustvovala pljački banke. Kit i Frenki odlaze do šerifa Sonora koji ih obaveštava da je on sledio razbojnike, ali da im se svaki trag gubi na vrhu Erp. Kit i Frenki odlaze na vrh Erp i tamo sreću nemog indijanca. Indijanac je preplašen i na zemlji im crta figuru u obliku kruga. Kada su Kit i Frankie popeli na sam vrh vajaca, tamo su našli samo jednu kesicu sa peskom. Kit naslućuje šta bi to moglo da bude, ali još uvek nije siguran. U oba slučaja, našli su konje koji su ostali u klancu ispod planine. Konji su bili osedlani, ali jahača nije bilo. Kit i Frankie se vraćaju u Sonoru, dolaze kod šerifa, a tamo ulazi gospodin Jefferson, koji je vlasnik, odnosno direktor velikog rudnika bakra blizu Sonore. On ih obaveštava da u rudarski centar sutra stižu rudarske plate u iznosu od oko 300.000 dolara, koje će doći u pratnji vojske. Ali vojnici su dobili absurdnu naredbu da napuste konvoj sa platama čim stignu u rudnik. Tako da je sada gospodin Jefferson, nakon ove dve pljačke u roku od tri dana, zabrinut za svoje plate i plaši se da fantomska banda neće propustiti sutrašnji termin. Kit se obavezuje da će on biti u pratnji i da će pokušati da spreči bandite ukoliko oni budu želeli da opljačkaju plate rudara. Uskoro eskadron vojnika, predvođen kapetanom O'Brienom, dolazi blizu rudnika i tamo se sreće sa Kitom koji im se pridružuje. Kada dođu do rudnika, O'Brien otpušta eskadron da se vrati u kasarnu, a u rudniku ostavlja samo pet vojnika. Kit je zabrinut, ali Barry O'Brien je sam uveren da će uspeti da se odbrani od fantomske bande ukoliko ona napadne. Banda uskoro dolazi na vrhu rudnika, to je banda Meksikanaca, međutim O'Brien je iskopao rov oko ulaska u rudnik i uspeo da odbrani prvi napad bande. Kit je ranjen i uskoro dolazi drugi napad. Međutim, ovoga puta, paralelno sa napadom sa vrha okna, Kit uočava da dolazi i napad iz vazduha, tj. da jedan deo bande napada balonom na kome se nalazi mitraljez. Čovek koji je očigledno vođa bande naređuje da se iz mitraljeza otvori vatra na vojnike i čuvare. Nakon samo nekoliko minuta, svi su pobijeni, tako da vođa Latimer silazi sa balonom i uzima 300.000 dolara. Ne primećuje da je Kit, iako ranjen, i dalje živ, ali se pretvara da je mrtav. Kit je čuo da se dva razbojnika zovu Slim i Latimer i zapamtio je ta imena. Jedan deo bande, predvođen Latimerom, odlazi balonom, dok drugi deo bande odlazi konjima. Kad je Kit konačno ustao, shvatio je da su svi pobijeni u dvorištu rudnika i vratio se u Sonoru.

## Reprize ove epizode
Epizoda je reprizirana u kolekcionarskom serijalu Mali rendžer If edizione u #61. U Italiji se ova sveska pojavila u maju 2017. Koštala je 6,9€. Hrvatsko izdanje objavljeno je u septembru 2024. godine pod nazivom Zavjera. prodavalo se po ceni od 5,3 €. U Srbiji se hrvatski prevod prodavao po ceni od 595 din (5 €). Pre toga, epizoda je u Hrvatskoj reprizirana u ediciji Van Gogh 2017. god. u tiražu od samo 100 primeraka za redovnu seriju i 110 primeraka za "The best of" ediciju. U Srbiji epizode Kit Telera još uvek nisu reprizirane kao edicija, osim sporadično krajem osamdesetih u LMS, te u obnovljenoj ediciji Lunov magnus strip počev od 2023. godine.

## Prethodna i naredna sveska LMS
Prethodna sveska Malog rendžera u LMS nosila je naziv Rajanovo srce (LMS271), a naredna Skrovište Vo-ha-ma-to (LMS275).

## Spisak epizoda
Pogledati još Spisak epizoda edicije Lunov magnus strip i Kit Teler (spisak i sadržaj epizoda)